# Seminole Gulf Railway
| Dinner Train mit Lok Nr. 502 |                      |                                                 |                                                 |
| Streckenlänge: | 128 km               |                                                 |                                                 |
| Spurweite: | 1435 mm (Normalspur) |                                                 |                                                 |
| Minimaler Radius: | 140 m                |                                                 |                                                 |
| |                      |                                                 |                                                 |
| \| \| \| Brewster Subdivision der CSX Transportation \| \| \| \| \| nach Bradley Junkcion \| \| \| \| 0,0 \| Lansing Beginn der SGLR \| Lansing Beginn der SGLR \| \| \| \| Peace River (175 m) \| \| \| \| \| (117 m) \| \| \| \| \| (40 m) \| \| \| \| 4,5 \| Ausweichstelle \| Ausweichstelle \| \| \| 5,4 \| Gleisdreieck, Ausweichstelle \| Gleisdreieck, Ausweichstelle \| \| \| 7,2 \| Arcadia (SGRL-Umschlagsplatz/öff. Lieferstelle) \| Arcadia (SGRL-Umschlagsplatz/öff. Lieferstelle) \| \| \| \| Joshua Creek (82 m) \| \| \| \| 12,9 \| Nocatee (öffentliche Lieferstelle) \| Nocatee (öffentliche Lieferstelle) \| \| \| 23,5 \| Fort Ogden (öffentliche Lieferstelle) \| Fort Ogden (öffentliche Lieferstelle) \| \| \| \| Thornton Branch (25 m) \| \| \| \| \| Lee Branch (23 m) \| \| \| \| \| Shell Creek (230m) \| \| \| \| 39,8 \| Cleveland (öffentliche Lieferstelle) \| Cleveland (öffentliche Lieferstelle) \| \| \| \| US 75 \| \| \| \| \| US 17, Duncan Road \| \| \| \| \| Punta Gorda \| \| \| \| \| \| \| \| \| \| North Fork Alligator Creek (20 m) \| \| \| \| \| \| \| \| \| \| South Fork Alligator Creek (34 m) \| \| \| \| 50,1 \| Jones Loop (öffentliche Lieferstelle) \| Jones Loop (öffentliche Lieferstelle) \| \| \| \| Builder Firs Source \| \| \| \| 61,3 \| Tucker’s Grade (Wendepunkt des Dinner Train) \| Tucker’s Grade (Wendepunkt des Dinner Train) \| \| \| \| Oil Well Road \| \| \| \| \| Slater Road \| \| \| \| 77,6 \| Bayshore (öffentliche Lieferstelle) \| Bayshore (öffentliche Lieferstelle) \| \| \| \| \| \| \| \| 80,7 \| Caloosahatchee River Klappbrücke (337 m) \| Caloosahatchee River Klappbrücke (337 m) \| \| \| \| CR (91 m) \| \| \| \| \| CR (120 m) \| \| \| \| \| CR (78 m) \| \| \| \| \| \| \| \| \| 82,7 \| Tice (öffentliche Lieferstelle) \| Tice (öffentliche Lieferstelle) \| \| \| \| SGRL-Umschlagsplatz \| \| \| \| \| Billy’s Creek \| \| \| \| 88,8 \| Gleisdreieck \| Gleisdreieck \| \| \| \| Fort Myers, AFS Recycling Florida \| \| \| \| \| Trademark Metals Recycling \| \| \| \| \| \| \| \| \| 91,9 \| Gleisdreieck, L&W Supply \| Gleisdreieck, L&W Supply \| \| \| \| Metro Parkway \| \| \| \| \| Ausweichstelle \| \| \| \| 93,4 \| FM, Colonial St. (Start und Ziele Dinner Train) \| FM, Colonial St. (Start und Ziele Dinner Train) \| \| \| 94,6 \| Landing View Rd Depot, Werkstatt, Ausweiche \| Landing View Rd Depot, Werkstatt, Ausweiche \| \| \| \| Rosen Materials \| \| \| \| \| (29 m) \| \| \| \| \| \| \| \| \| \| \| \| \| \| \| \| \| \| \| \| \| \| \| \| \| Michael G. Rippe Parkway \| \| \| \| 105,5 \| Alico (SGRL-Umschlagsplatz) \| Alico (SGRL-Umschlagsplatz) \| \| \| \| \| \| \| \| \| \| \| \| \| \| Estero River (22 m) \| \| \| \| \| \| \| \| \| \| \| \| \| \| \| Imperial River (29 m) \| \| \| \| 124,3 \| Bonita Springs Ausweichstelle \| Bonita Springs Ausweichstelle \| \| \| \| Oak Creek (25 m) \| \| \| \| \| \| \| \| \| 127,9 \| North Naples, Railhead Recycling At Old 41 \| North Naples, Railhead Recycling At Old 41 \| \| \| \| \| \| \| \| \| nach Pelican March \| \| \| \| \| \| \| \| Quellen: [1] [2] \| \| \| \| |                      |                                                 |                                                 |
| Strecke |                      | Brewster Subdivision der CSX Transportation     | Brewster Subdivision der CSX Transportation     |
| Strecke |                      | nach Bradley Junkcion                           | nach Bradley Junkcion                           |
| Wechsel des Eisenbahninfrastrukturunternehmens | 0,0                  | Lansing Beginn der SGLR                         | Lansing Beginn der SGLR                         |
| Brücke über Wasserlauf |                      | Peace River (175 m)                             | Peace River (175 m)                             |
| Brücke |                      | (117 m)                                         | (117 m)                                         |
| Brücke über Wasserlauf |                      | (40 m)                                          | (40 m)                                          |
| Dienststation / Betriebs- oder Güterbahnhof | 4,5                  | Ausweichstelle                                  | Ausweichstelle                                  |
| Abzweig geradeaus, nach links und von links · Strecke von rechts | 5,4                  | Gleisdreieck, Ausweichstelle                    | Gleisdreieck, Ausweichstelle                    |
| Strecke (außer Betrieb) · Dienststation / Betriebs- oder Güterbahnhof | 7,2                  | Arcadia (SGRL-Umschlagsplatz/öff. Lieferstelle) | Arcadia (SGRL-Umschlagsplatz/öff. Lieferstelle) |
| Brücke über Wasserlauf |                      | Joshua Creek (82 m)                             | Joshua Creek (82 m)                             |
| Dienststation / Betriebs- oder Güterbahnhof | 12,9                 | Nocatee (öffentliche Lieferstelle)              | Nocatee (öffentliche Lieferstelle)              |
| Dienststation / Betriebs- oder Güterbahnhof | 23,5                 | Fort Ogden (öffentliche Lieferstelle)           | Fort Ogden (öffentliche Lieferstelle)           |
| Brücke über Wasserlauf |                      | Thornton Branch (25 m)                          | Thornton Branch (25 m)                          |
| Brücke über Wasserlauf |                      | Lee Branch (23 m)                               | Lee Branch (23 m)                               |
| Brücke über Wasserlauf |                      | Shell Creek (230m)                              | Shell Creek (230m)                              |
| Dienststation / Betriebs- oder Güterbahnhof | 39,8                 | Cleveland (öffentliche Lieferstelle)            | Cleveland (öffentliche Lieferstelle)            |
| Brücke |                      | US 75                                           | US 75                                           |
| Brücke |                      | US 17, Duncan Road                              | US 17, Duncan Road                              |
| Abzweig ehemals quer und von links · Strecke nach rechts |                      | Punta Gorda                                     | Punta Gorda                                     |
| Abzweig geradeaus und ehemals von links |                      |                                                 |                                                 |
| Brücke über Wasserlauf |                      | North Fork Alligator Creek (20 m)               | North Fork Alligator Creek (20 m)               |
| Abzweig geradeaus und ehemals von links |                      |                                                 |                                                 |
| Brücke über Wasserlauf |                      | South Fork Alligator Creek (34 m)               | South Fork Alligator Creek (34 m)               |
| Dienststation / Betriebs- oder Güterbahnhof | 50,1                 | Jones Loop (öffentliche Lieferstelle)           | Jones Loop (öffentliche Lieferstelle)           |
| Abzweig geradeaus und nach links |                      | Builder Firs Source                             | Builder Firs Source                             |
| Haltepunkt / Haltestelle | 61,3                 | Tucker’s Grade (Wendepunkt des Dinner Train)    | Tucker’s Grade (Wendepunkt des Dinner Train)    |
| Strecke mit Straßenbrücke |                      | Oil Well Road                                   | Oil Well Road                                   |
| Strecke mit Straßenbrücke |                      | Slater Road                                     | Slater Road                                     |
| Dienststation / Betriebs- oder Güterbahnhof | 77,6                 | Bayshore (öffentliche Lieferstelle)             | Bayshore (öffentliche Lieferstelle)             |
| Strecke nach links · Strecke von rechts |                      |                                                 |                                                 |
| Brücke über Wasserlauf | 80,7                 | Caloosahatchee River Klappbrücke (337 m)        | Caloosahatchee River Klappbrücke (337 m)        |
| Brücke über Wasserlauf |                      | CR (91 m)                                       | CR (91 m)                                       |
| Brücke über Wasserlauf |                      | CR (120 m)                                      | CR (120 m)                                      |
| Brücke über Wasserlauf |                      | CR (78 m)                                       | CR (78 m)                                       |
| Strecke von links · Strecke nach rechts |                      |                                                 |                                                 |
| Dienststation / Betriebs- oder Güterbahnhof | 82,7                 | Tice (öffentliche Lieferstelle)                 | Tice (öffentliche Lieferstelle)                 |
| Dienststation / Betriebs- oder Güterbahnhof |                      | SGRL-Umschlagsplatz                             | SGRL-Umschlagsplatz                             |
| Brücke über Wasserlauf |                      | Billy’s Creek                                   | Billy’s Creek                                   |
| Abzweig geradeaus, nach rechts und von rechts | 88,8                 | Gleisdreieck                                    | Gleisdreieck                                    |
| Abzweig geradeaus und nach links · Abzweig geradeaus, von links und von rechts |                      | Fort Myers, AFS Recycling Florida               | Fort Myers, AFS Recycling Florida               |
| Abzweig geradeaus und von links |                      | Trademark Metals Recycling                      | Trademark Metals Recycling                      |
| Abzweig geradeaus und von links |                      |                                                 |                                                 |
| Abzweig geradeaus, nach links und von links | 91,9                 | Gleisdreieck, L&W Supply                        | Gleisdreieck, L&W Supply                        |
| Strecke mit Straßenbrücke |                      | Metro Parkway                                   | Metro Parkway                                   |
| Dienststation / Betriebs- oder Güterbahnhof |                      | Ausweichstelle                                  | Ausweichstelle                                  |
| Bahnhof | 93,4                 | FM, Colonial St. (Start und Ziele Dinner Train) | FM, Colonial St. (Start und Ziele Dinner Train) |
| Dienststation / Betriebs- oder Güterbahnhof | 94,6                 | Landing View Rd Depot, Werkstatt, Ausweiche     | Landing View Rd Depot, Werkstatt, Ausweiche     |
| Abzweig geradeaus und von links |                      | Rosen Materials                                 | Rosen Materials                                 |
| Brücke über Wasserlauf |                      | (29 m)                                          | (29 m)                                          |
| Brücke über Wasserlauf |                      |                                                 |                                                 |
| Brücke |                      |                                                 |                                                 |
| Brücke über Wasserlauf |                      |                                                 |                                                 |
| Brücke |                      |                                                 |                                                 |
| Strecke mit Straßenbrücke |                      | Michael G. Rippe Parkway                        | Michael G. Rippe Parkway                        |
| Dienststation / Betriebs- oder Güterbahnhof | 105,5                | Alico (SGRL-Umschlagsplatz)                     | Alico (SGRL-Umschlagsplatz)                     |
| Brücke über Wasserlauf |                      |                                                 |                                                 |
| Brücke über Wasserlauf |                      |                                                 |                                                 |
| Brücke über Wasserlauf |                      | Estero River (22 m)                             | Estero River (22 m)                             |
| Abzweig geradeaus und ehemals nach links |                      |                                                 |                                                 |
| Brücke über Wasserlauf |                      |                                                 |                                                 |
| Brücke über Wasserlauf |                      | Imperial River (29 m)                           | Imperial River (29 m)                           |
| Dienststation / Betriebs- oder Güterbahnhof | 124,3                | Bonita Springs Ausweichstelle                   | Bonita Springs Ausweichstelle                   |
| Brücke über Wasserlauf |                      | Oak Creek (25 m)                                | Oak Creek (25 m)                                |
| Abzweig geradeaus und ehemals nach links |                      |                                                 |                                                 |
| Dienststation / Betriebs- oder Güterbahnhof | 127,9                | North Naples, Railhead Recycling At Old 41      | North Naples, Railhead Recycling At Old 41      |
| |                      |                                                 |                                                 |
| Strecke (außer Betrieb) |                      | nach Pelican March                              | nach Pelican March                              |
| |                      |                                                 |                                                 |
| Quellen: |                      |                                                 |                                                 |

| SGLR Loks in Sarasota |                      |                                                  |                                                  |
| Streckenlänge: | 24 km                |                                                  |                                                  |
| Spurweite: | 1435 mm (Normalspur) |                                                  |                                                  |
| Minimaler Radius: | 170 m                |                                                  |                                                  |
| |                      |                                                  |                                                  |
| \| \| \| Oneco Übergabestation zur CSX Transportation \| \| \| \| \| Abzweigung der CSX nach Palmetto \| \| \| \| 0,0 \| Beginn der SGLR \| Beginn der SGLR \| \| \| \| 84 Lumber (Baustoffe) \| \| \| \| \| Ausweichstelle \| \| \| \| \| Ausweichstelle \| \| \| \| \| Bowless Creek \| \| \| \| \| Strategic Material \| \| \| \| \| Abstellgleis \| \| \| \| 24,0 \| Abstellgleis (links) / Whitfield Avenue (rechts) \| Abstellgleis (links) / Whitfield Avenue (rechts) \| \| \| \| (öffentliche Lieferstelle) \| \| \| \| \| Abstellgleis \| \| \| \| \| \| \| \| \| \| \| \| \| \| \| \| \| \| \| 19,3 \| Mataoka, 47th St. (öffentliche Lieferstelle) \| Mataoka, 47th St. (öffentliche Lieferstelle) \| \| \| 12,2 \| Myrtle Street (SGRL-Umschlagsplatz/Lieferstelle) \| Myrtle Street (SGRL-Umschlagsplatz/Lieferstelle) \| \| \| \| \| \| \| \| 16,4 \| Sarasota (öffentliche Lieferstelle) \| Sarasota (öffentliche Lieferstelle) \| \| \| \| Gleisdreieck \| \| \| \| \| \| \| \| \| \| \| \| \| \| \| nach Pincraft \| \| \| \| \| \| \| \| Quellen: [3] [4] \| \| \| \| |                      |                                                  |                                                  |
| Dienststation / Betriebs- oder Güterbahnhof |                      | Oneco Übergabestation zur CSX Transportation     | Oneco Übergabestation zur CSX Transportation     |
| Abzweig geradeaus, von rechts und ehemals von links · Strecke von rechts (außer Betrieb) |                      | Abzweigung der CSX nach Palmetto                 | Abzweigung der CSX nach Palmetto                 |
| Wechsel des Eisenbahninfrastrukturunternehmens · Strecke (außer Betrieb) | 0,0                  | Beginn der SGLR                                  | Beginn der SGLR                                  |
| Abzweig geradeaus und von links · Strecke (außer Betrieb) |                      | 84 Lumber (Baustoffe)                            | 84 Lumber (Baustoffe)                            |
| ehemaliger Dienststation / Betriebs- oder Güterbahnhof · Strecke (außer Betrieb) |                      | Ausweichstelle                                   | Ausweichstelle                                   |
| Dienststation / Betriebs- oder Güterbahnhof · Strecke (außer Betrieb) |                      | Ausweichstelle                                   | Ausweichstelle                                   |
| Brücke über Wasserlauf · Strecke (außer Betrieb) |                      | Bowless Creek                                    | Bowless Creek                                    |
| Abzweig geradeaus und nach links · Strecke (außer Betrieb) |                      | Strategic Material                               | Strategic Material                               |
| Abzweig geradeaus und nach rechts · Strecke (außer Betrieb) |                      | Abstellgleis                                     | Abstellgleis                                     |
| Abzweig geradeaus und nach rechts | 24,0                 | Abstellgleis (links) / Whitfield Avenue (rechts) | Abstellgleis (links) / Whitfield Avenue (rechts) |
| Strecke · Dienststation / Betriebs- oder Güterbahnhof |                      | (öffentliche Lieferstelle)                       | (öffentliche Lieferstelle)                       |
| Strecke · Abzweig geradeaus und von rechts |                      | Abstellgleis                                     | Abstellgleis                                     |
| Strecke · Strecke |                      |                                                  |                                                  |
| Strecke · Abzweig geradeaus und nach rechts |                      |                                                  |                                                  |
| Strecke · Brücke über Wasserlauf |                      |                                                  |                                                  |
| Brücke über Wasserlauf · Dienststation / Betriebs- oder Güterbahnhof | 19,3                 | Mataoka, 47th St. (öffentliche Lieferstelle)     | Mataoka, 47th St. (öffentliche Lieferstelle)     |
| Dienststation / Betriebs- oder Güterbahnhof · Brücke über Wasserlauf | 12,2                 | Myrtle Street (SGRL-Umschlagsplatz/Lieferstelle) | Myrtle Street (SGRL-Umschlagsplatz/Lieferstelle) |
| Strecke · Abzweig geradeaus und nach rechts |                      |                                                  |                                                  |
| Strecke · Dienststation / Betriebs- oder Güterbahnhof | 16,4                 | Sarasota (öffentliche Lieferstelle)              | Sarasota (öffentliche Lieferstelle)              |
| Abzweig ehemals geradeaus und nach links · Abzweig geradeaus, nach rechts und von rechts |                      | Gleisdreieck                                     | Gleisdreieck                                     |
| Strecke (außer Betrieb) · Abzweig geradeaus und nach rechts |                      |                                                  |                                                  |
| Strecke (außer Betrieb) |                      |                                                  |                                                  |
| Strecke nach links (außer Betrieb) · Abzweig quer und nach links (Strecke außer Betrieb) |                      | nach Pincraft                                    | nach Pincraft                                    |
| |                      |                                                  |                                                  |
| Quellen: |                      |                                                  |                                                  |

Die Seminole Gulf Railway (SGLR)  ist eine US-amerikanische Eisenbahngesellschaft mit Sitz in Fort Myers (Florida). Sie betreibt zwei ehemalige Strecken der CSX Transportation im Südwesten Floridas. Zum einen die Fort Myers Division, der ehemalig südliche Teil der Fort Myers Subdivision der CSX. Die Strecke verläuft von Arcadia nach Süden über Punta Gorda, Fort Myers, Estero und Bonita Springs nach North Naples. Zum Zweiten die Linie der Sarasota Division, von Oneco nach Süden durch Sarasota. Die SGLR erwarb die Linien im November 1987 und betreibt sie mit eigenen Fahrzeugen.
Die Seminole Gulf Railway hat auch eine Tochtergesellschaft, die Bay Colony Railroad (BCLR), die im Südosten von Massachusetts ansässig ist.

## Geschichte
1885 begann die Florida Southern Railroad mit dem Bau der ersten Eisenbahnlinie von Arcadia nach Punta Gorda. Im März 1886 wurde die Strecke fertiggestellt und der erste Zug fuhr am 24. Juli 1886 nach Punta Gorda. Diese Strecke wurde ursprünglich als Schmalspurbahn mit 914 mm Spurweite erbaut. Die Gleise wurden dann am 17. Dezember 1892 auf Normalspur (1435 mm) erweitert.
Die Verlängerung von Punta Gorda nach Fort Myers wurde von der Atlantic Coast Line Railroad (ACL) erstellt. Der Bau begann 1903, kurz nachdem die ACL sowohl die Plant System als auch die Florida Southern Railroad aufgekauft hatte. Die erste Lokomotive überquerte am 2. Februar 1904 den Caloosahatchee River. Neun Tage später erreichten die Gleise die Stadtgrenzen von Fort Myers und der planmäßige Personenverkehr begann am 10. Mai 1904.
1922 gründeten Barron Collier und andere Geschäftsleute aus Fort Myers die Fort Myers Southern Railway als Joint Venture mit der ACL, um eine Bahnlinie nach Naples zu bauen. Die Gesellschaft erreichte Bonita Springs am 8. Oktober 1924 und den Westen Neapels am 7. Januar 1927. Der Hauptkonkurrent der ACL war die Seaboard Air Line Railway, die zu diesem Zeitpunkt über eine eigene Strecke nach Fort Myers verfügte, baute ebenfalls eine Strecke nach Naples. Ihre Gleise erreichten Naples am 7. Dezember 1926. Schließlich erreichte die Atlantic Coast Linie am 27. Juni 1927 Marco Island.
1967 fusionierten die Atlantic Coast Line und die Seaboard Air Line zu einem Unternehmen, der Seaboard Coast Line Railroad (SCL). Diese Bemühungen erwiesen sich als vorteilhaft für die Region, da doppelte Gleise und Stationen entfernt werden konnten. Das Zeitalter des Personenverkehrs war jedoch vorbei. Durch verbesserte Flugverbindungen und Autobahnen sowie die Gründung von Amtrak, stellte die SCL im Mai 1971 den Passagierdienst in Südwestflorida ein. Eine weitere Konsolidierung der Branche führte 1980 zur Fusion der Seaboard Coast Line mit Chessie System und anderen Eisenbahnen zu CSX Transportation.

### Seminole Gulf Railway
Im November 1987 wurde die Seminole Gulf Railway (SGLR) gegründet und erwarb 189 Kilometer der ehemaligen CSX-Strecke zwischen North Naples und Arcadia, sowie zwischen Oneco (Bradenton) und Sarasota. Die SGLR transportiert aktuell Baumaterialien, Papier, LP-Gas, Kunststoffe, Steine, Recycelmaterialien, Stahl und andere Rohstoffe der Region. Die Eisenbahn besitzt und verwaltet eine Flotte von Fahrzeugen, die in ganz Nordamerika eingesetzt werden. Die SGLR unterstützt auch Kunden bei der industriellen Entwicklung.

## Gegenwart

### Güterverkehr
Neben dem traditionellen Schienengüterverkehr bieten die Unternehmen der Seminole Gulf weitere Transportlösungen für Südflorida an. Darunter regionale LKW- und Logistikdienstleistungen, sowie Lagerung und Vertrieb von den Distributionszentren für gefrorene/gekühlte Lebensmittel sowie Trockengüter in Miami, North Fort Myers und Lakeland (Florida) an.

### Dinner Train
Im Januar 1991 eröffnete die Seminole Gulf Railway ihren Dinner Train, kurz darauf folgte der Beginn der Tagesausflugszüge. Bald darauf begannen die Betreiber des Dinner Train mit der erste Krimiproduktion und -aufführung, „Mord im Seminole-Express“, die sofort ein Erfolg wurde. Es folgten weitere beliebte Ausflugszüge, wie z. B. der „Christmas Rail/Boat“ nach Punta Gorda. Meistens fährt der „Murder Mystery Dinner Train“ von der Colonial Station 32 Kilometer nach Norden in ein Gebiet, das als „Tucker’s Grade“ bekannt ist.  Der Zug fährt dann auf der gleichen Route zurück nach Süden zur Colonial Station (Rundreise von 63 Kilometern).
Seit 30 Jahren bewirtet der „The Murder Mystery Dinner Train“ fast eine Million Fahrgäste und es wurden dort fast 200 neue Krimiproduktionen uraufgeführt. Der Zug bietet Platz für bis zu 216 Passagiere in fünf restaurierten Oldtimerwagons aus den 1930er bis 1950er Jahren, dem „Pine Island“, „Sanibel“, „Marco“, „Gasparilla“ und „Captiva“. Alle Speisen werden täglich frisch an Bord des Zuges, in der Küche des Wagens „Marco“, zubereitet und am Tisch serviert.

## Bilder

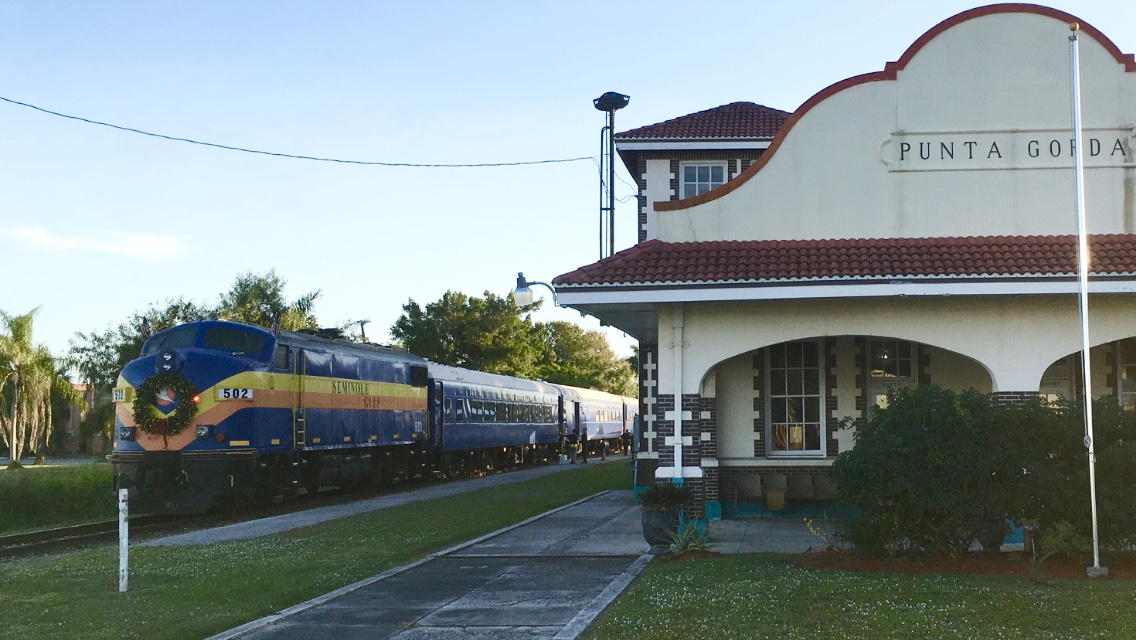
Der Christmas Train in Punta Gorda, Dezember 2019
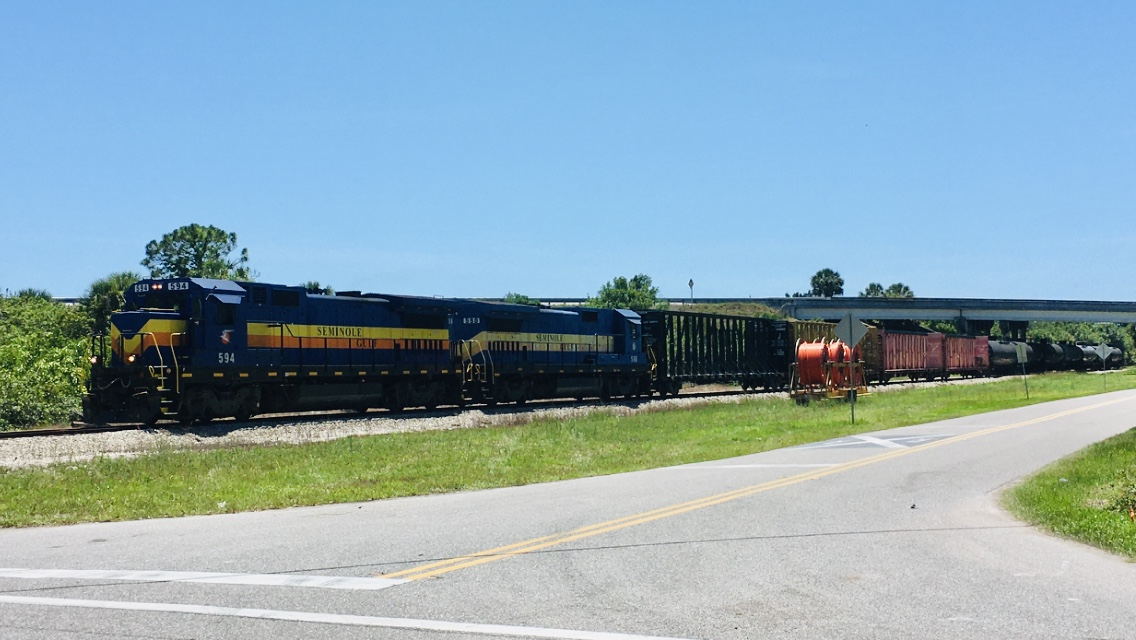
Lok Nr. 594 mit einem Güterzug in Punta Gorda, 2020
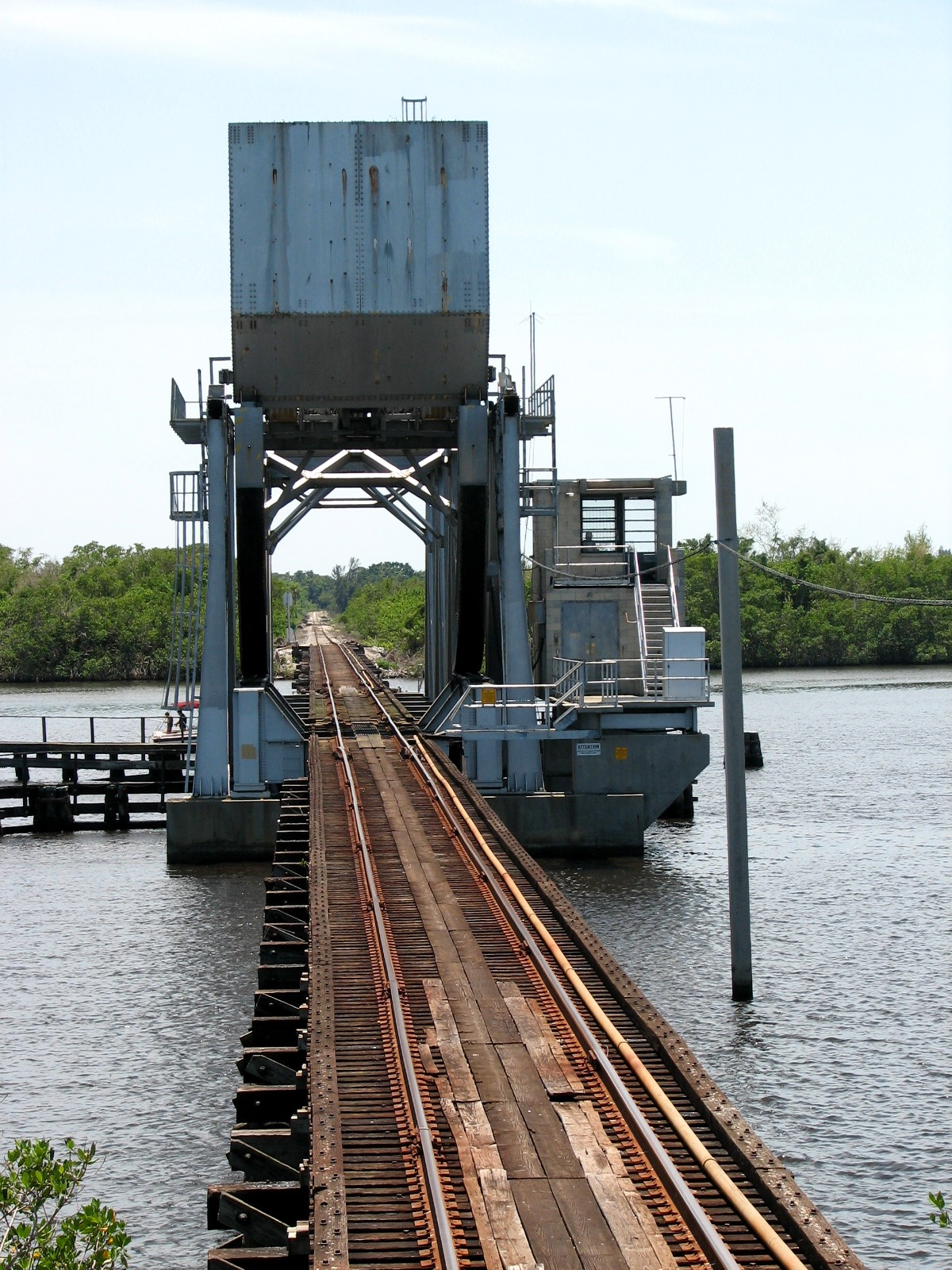
Die Klappbrücke über den Caloosahatchee River, Juli 2008
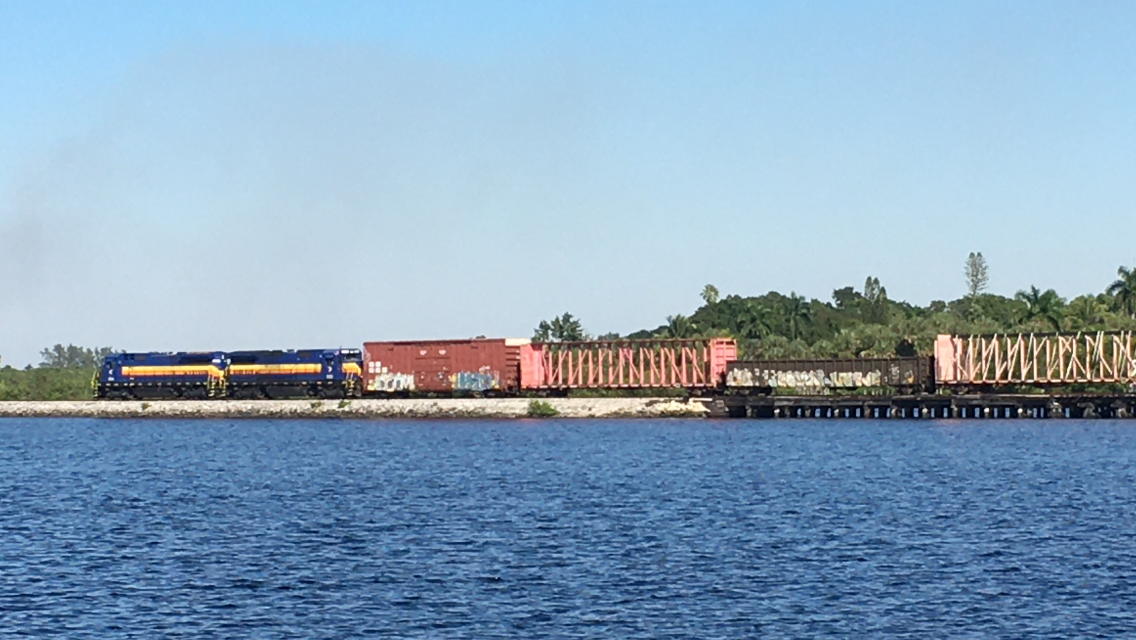
Ein Güterzug überquert den Caloosahatchee River, November 2019
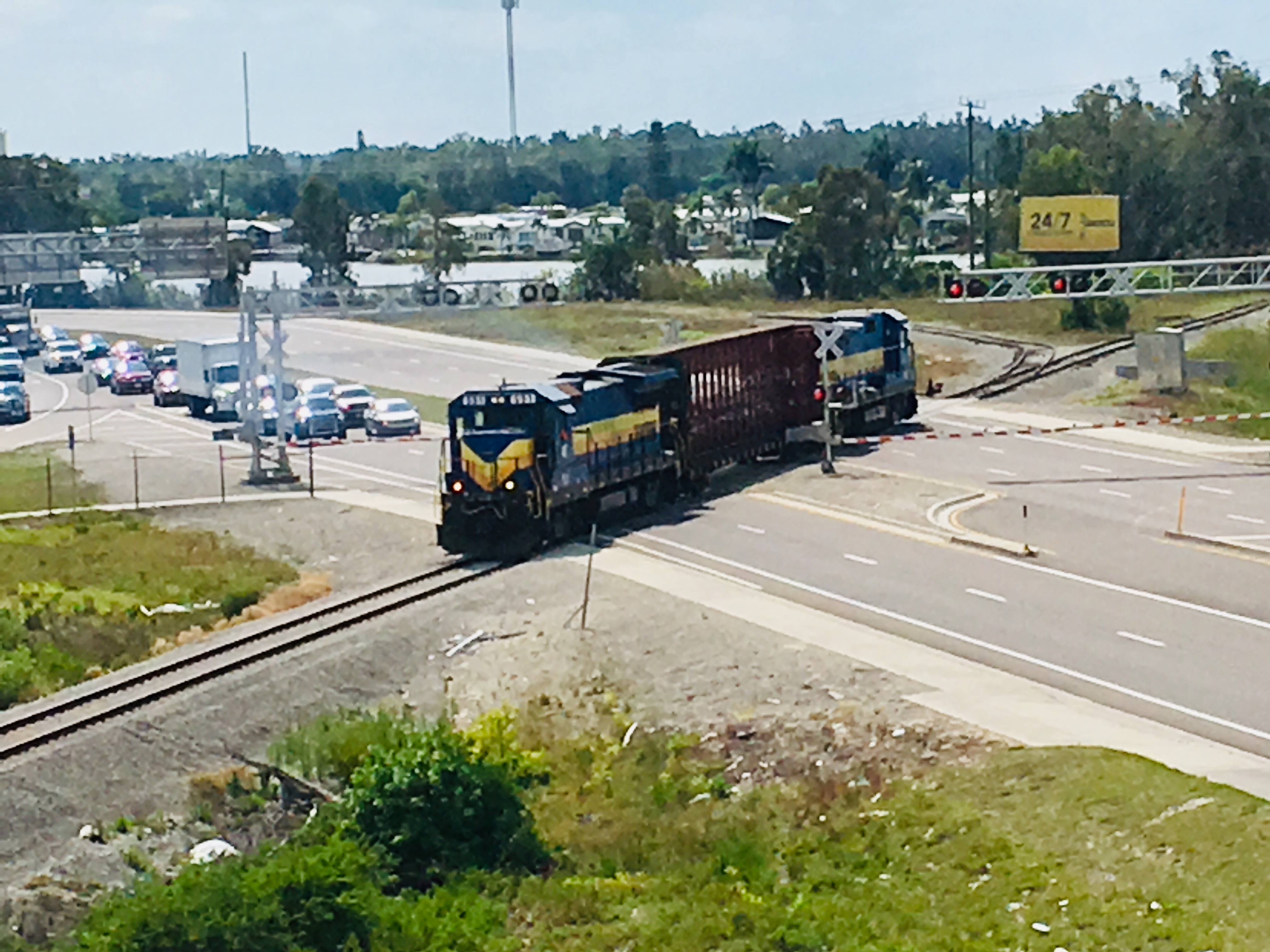
Ein kurzer Zug quert die Alico Road, April 2019